# Verbundbergwerk Rheinland
Das Verbundbergwerk Rheinland entstand 1971 durch die Zusammenfassung der Werksdirektionen Pattberg/Rossenray und Rheinpreußen der Ruhrkohle AG.

## Bergwerksgeschichte
Es gingen in das Bergwerk die folgenden Anlagen auf: Schachtanlage Rheinpreußen 5/9 mit den Schächten Rheinpreußen 4, 5, 8 und 9 sowie Hochdruckkraftwerk; Schachtanlage Pattberg mit den Schächten 1 und 2 und Kokerei; Schachtanlage Rossenray mit den Schächten 1 und 2.
Aus absatz- und umwelttechnischen Gründen wurde 1973 die Kokerei Pattberg 1/2 stillgelegt. Auf dem freigewordenen Gelände wurde eine weiträumige Rohkohlenmischhalle errichtet. Die Zusammenfassung und zunehmende Mechanisierung der Förderung führte dazu, dass sich das Bergwerk Rheinland zeitweise zu dem größten Steinkohlenbergwerk der westlichen Welt entwickelte. Die verwertbare Jahresförderung erreichte fast 5 Mio. t Kohle. Als Förderschächte fungierten Pattberg 1 und Rheinpreußen 9, welche ihrerseits mit vollautomatischen Gefäßförderungen ausgestattet waren. Rossenray 1 übernahm Berge- und Zwischenförderungsfunktionen, Rossenray 2 und Pattberg 2 Seilfahrt- und Materialförderung. Rheinpreußen 4, 5 und 8 wurden als Wetterschächte sowie für die Wasserhaltung im Südfeld genutzt.
Um die nördlich an die Rheinlandfelder anschließenden Grubenfelder mit den Kohlevorräten des Rheinberger Rheinbogens erschließen zu können, wurde 1984 mit den Vorbereitungen der Niederbringung des Schachtes Rheinberg nördlich der Stadt Rheinberg begonnen. Die Abteufarbeiten wurden 1987 bis 1992 durchgeführt. Der Schacht war zunächst als voll ausgerüstete Seilfahrt- und Materialschachtanlage konzipiert. Die Entwicklung der Absatzmärkte und der steigende Preisdruck durch ausländische Importkohle führte aber zu einer Abwendung von diesen Plänen.
1988 wurden die alten Wetterschächte Rheinpreußen 4 und 5 abgeworfen und verfüllt. Aufgrund weiterer Anpassungsmaßnahmen musste 1990 die Förderanlage Rheinpreußen 5/9 stillgelegt werden. Schacht 9 übernahm die weitere Wetterführung für den südlichen Feldesbereich. 1992 erfolgte der Beschluss, das Verbundbergwerk Rheinland mit der benachbarten Zeche Friedrich Heinrich zu verbinden, und zu einem neuen Verbundbergwerk auszubauen. Die Förderung sollte komplett von Friedrich Heinrich übernommen und die Grubenbaue von Rheinland nach und nach abgeworfen werden. Am 1. Juli 1993 erfolgte dieser Verbund. Mit ihm wurde die Förderanlage Pattberg 1/2 stillgelegt. Die Verfüllung von Pattberg 1 erfolgte 1994, die von Pattberg 2 1997 (1995 wurde das Fördergerüst Pattberg 1 gesprengt, 1998 wurde das Gerüst über Pattberg 2 durch einen Seilbagger umgerissen).
Der östliche Feldesbereich mit dem inzwischen fertiggestellten Schacht Rheinberg sowie den Schächten Rheinpreußen 8 und 9 wurde dem Bergwerk Walsum in Duisburg zugeschlagen. Die Schachtanlage Rossenray wurde als Außenanlage des neuen Bergwerks Friedrich Heinrich / Rheinland, später Bergwerk West weiterbetrieben.